# William York Macgregor
William York Macgregor (Finnart, Durbantonshire, Escocia, 14 de octubre de 1855-Oban, Escocia, 30 de abril de 1923), fue un pintor escocés, uno de los fundadores de la Escuela de Glasgow. 

## Vida
William York Macgregor era hijo del matrimonio de John Macgregor, constructor de barcos, que murió cuando William tenía tres años, y de su segunda esposa, Margaret York. Estudió en la academia occidental de Glasgow, donde tuvo como compañero a James Paterson, con el que mantendría una larga amistad. En 1877, junto a Paterson, viajó a distintas locaciones de Escocia pintando al estilo del plenairismo. En estos años, recibió lecciones de James Docharty. Tanto él como Paterson presentaron solicitudes para ingresar al Glasgow Art Club pero fueron rechazados. Ambos lo tomaron como un desaire y dejaron Glasgow. William entró en Slade School of Fine Art, en Londres. Completó sus estudios y retornó a Glasgow abriendo un estudio que se convirtió en un centro de reunión de jóvenes pintores. Este grupo comenzó a ser conocido como Glasgow boys. Lo integraban EA Walton, George Henry, John Lavery, Joseph Crawhall, además de su amigo James Paterson, entre otros. Los unía el buscar nuevos modelos y el naturalismo al aire libre de Jules Bastien-Lepage. En el estudio de Macgregor, donde, también vivían su madre y su hermano, comenzaron a darse clases de pintura, iniciando lo que se conocería como Escuela de Glasgow.
En 1885 tuvo que dejar Glasgow debido al clima negativo para su asma y se mudó a Bridge of Allan. En 1888, fue a Sudáfrica, donde permaneció hasta 1890. Su salud mejoró pero se mantuvo alejado de la Escuela de Glasgow en la que su liderazgo había sido sustituido por el de James Guthrie. En 1923, se casó con Jessie Watson pero murió al poco tiempo. 

## Obra
Sus pinturas son, en su mayoría, paisajes realizados dentro del naturalismo y del plenairismo. Tiene fuerte influencia de Jules Bastien-Lepage y, en algunas de sus obras, de James Guthrie en el manejo de la luz.